# Ruda Góra (Pagóry Jaworznickie)
Ruda Góra lub Rudna Góra – wzgórze w Jaworznie o wysokości 307 m n.p.m. położone w Pagórach Jaworznickich w północnej części dzielnicy Jeleń.